# لیگ دسته سوم فوتبال ایران ۹۲-۱۳۹۱
لیگ دسته سوم فوتبال ایران ۹۲–۱۳۹۱، چهارمین سطح لیگ‌های فوتبال در ایران در فصل ۹۲–۱۳۹۱ پس از لیگ برتر، لیگ آزادگان و لیگ ۲ بود. این لیگ از شهریور ۱۳۹۱ آغاز شد.
در مجموع ۷۰ تیم (۷۰ تیم در مرحله اول در ۹ گروه مختلف، ۱۸ تیم در مرحله دوم) در رقابت‌های این فصل به رقابت پرداختند.